# Gheorghe Avram
Gheorghe Avram este un fost senator român în legislatura 1996-2000 ales în județul Botoșani pe listele partidului PDSR.
În cadrul activității sale parlamentare, Gheorghe Avram a fost membru în grupurile parlamentare de prietenie cu Republica Belarus, Federația Rusă și Ucraina. Gheorghe Avram a inițiat 4 propuneri legislative, din care 2 au fost promulgate legi.

## Legaturi externe
- Gheorghe Avram Arhivat în 23 august 2016, la Wayback Machine. la cdep.ro